# Salu (Syria)
Salu – wieś w Syrii, w muhafazie Dajr az-Zaur. W 2004 roku liczyła 4963 mieszkańców.